# Büdesheim
Büdesheim – gmina (Ortsgemeinde) w Niemczech, w kraju związkowym Nadrenia-Palatynat, w powiecie Eifelkreis Bitburg-Prüm, wchodzi w skład gminy związkowej  Verbandsgemeinde Prüm.